# Partito del Popolo (Stati Uniti d'America)
Il Partito del Popolo (People's Party), noto anche come Partito Populista (Populist Party) o semplicemente Populisti, fu un partito politico di breve durata, istituito nel 1891 negli Stati Uniti d'America durante il periodo populista che prese piede verso la fine del XIX secolo. Ebbe il suo culmine tra il 1892 e il 1896, poi rapidamente svanì dopo l'appoggio al democratico William Jennings Bryan nelle elezioni presidenziali di quell'anno.
La sua base elettorale era costituita dalle classi popolari, soprattutto coltivatori di cotone del sud (in particolare di Carolina del Nord, Alabama e Texas) e coltivatori di grano di altri stati (come il Kansas e il Nebraska). Rappresentava una forma di lotta radicale e una forma di ruralismo (agrarianism) e di ostilità verso le banche, le ferrovie e le élite in generale.